# Ивица Олич
Ивица Олич (на хърватски: Ivica Olić) е хърватски футболист и треньор. Роден е на 14 септември 1979 г. в село Давор, недалеч от Славонски брод, Хърватия. Като футболист е най-известен с изявите си за ЦСКА Москва, Хамбургер, Байерн Мюнхен и Волфсбург.

## Клубна кариера
Започва кариерата си като професионалист в отбора на НК Марсония от Славонски Брод. За 2 сезона в Марсония става звездата на отбора и е взет на проби от гранда ФК Интер. Италианците искат да го задържат, но Олич решава да приеме офертата на отбора от Първа Бундеслига Херта БШК Берлин, за да получава повече шанс за изява. Олич не успява да се наложи и се завръща в родния си клуб. Вкарва 21 гола в 42 мача, което прави 0,5 гола на мач.
След добри изяви Олич преминава в НК Загреб. С този отбор става шампион през сезон 2001/2002, както и голмайстор на Хърватия с 21 гола. След звездното си представяне през този сезон, Ивица е повикан в националния отбор на Хърватия и участва на Мондиал 2002. Веднага след това преминава в Динамо (Загреб) и отново става шампион и голмайстор на шампионата, този път с 16 попадения. След 2 поредни голмайсторски сезона интересът към Ивица от европейските грандове се засилва.
През 2003 г. е закупен от ЦСКА Москва, като пренебрегва оферти от Ювентус и Борусия Дортмунд. На 22 юли 2003 Ивица подписва 4-годишен договор. Вкарва 7 попадения в 10 мача и бързо става любимец на феновете. Участва на Евро 2004. През 2004 вкарва 9 попадения в 24 срещи. По толкова имат и конкурентите му в нападението на „армейците“ – Дмитрий Кириченко и Вагнер Лав. През 2005 е в основата на успеха на ЦСКА в купата на УЕФА. Участва на Мондиал 2006, като е единственият футболист на ЦСКА Москва, участвал на това световно. Олич постепенно губи мястото си в отбора след конфликт с Валери Газаев и след все по-силните изяви на новото попълнение Жо. След силни игри в Шампионската лига е забелязан от немския Хамбургер (след като отбелязва гол в сблъсъка между двата отбора) и през 2007 е закупен за 2 млн. евро. С ЦСКА печели три пъти шампионската титла на Русия (2003, 2005, 2006), Купата на УЕФА (2005), Купата на Русия (2004/2005, 2005/2006) и Суперкупата на Русия (2004, 2006).
През зимната пауза на сезон 2006/2007 Олич преминава в отбора на Хамбургер срещу 2 милиона евро. Дебютира срещу Енерги Котбус. Отборът му финишира седми и играе в турнира Интертото.
В мача срещу Щутгарт от десетия кръг на Бундеслигата през сезон 2007/2008 на 20 октомври 2007 г. (4:1) става първият играч на отбора, отбелязал т.нар. „чист“ или „немски“ хеттрик в Бундеслигата – три гола в едно полувреме, без друг играч да отбележи гол между първия и третия. Със своите общо 14 гола става голмайстор на отбора за сезона. Към хърватинът проявяват интерес Ювентус и ФК Валенсия. Олич решава да не поднови договора си с Хамбургер и да пробва късмета си другаде. В последния си мач за тима носи фланелка на която пише: „Благодаря ви, фенове“.
Ивица преминава в Байерн Мюнхен със свободен трансфер. Първоначално е купен за резерва на Марио Гомес, но Ивица успява да измести от титулярното място германският национал. В 1/4 финал от Шампионската лига той вкарва победният гол за тима си срещу Манчестър Юнайтед. На полуфиналната среща-реванш Ивица вкарва хеттрик срещу Олимпик Лион и става един от главните „виновници“ Байерн да е за първи път на финал от 2001 насам. През първия си сезон в Байерн вкарва 17 попадения във всички турнири. Най-често си партнира в атака с младата надежда Томас Мюлер. В началото на 2010/11 се контузва тежко и пропуска целия сезон. Въпреки това, през април 2011 ръководството на Байерн обявява, че ще разчита на футболиста през следващия сезон. На 13 май 2011 хърватинът подновява тренировки. На 29 юни за първи път от 8 месеца тренира на пълни обороти. През юли 2011 е пред завръщане в ЦСКА Москва, след като ръководството преговаря с играча за договор. Все пак това се оказва само слух и Олич остава в Байерн. Първия си гол за 2011/12 вкарва на бившия си тим Хамбургер. След мача става ясно, че Ивица ще е аут от терените 2 месеца. За първи път след тази травма Ивица попада в групата на Байерн на 15 октомври за срещата с Херта. В края на октомври той заявява, че може да напусне Байерн. Интерес към него проявява Виляреал.
На 4 февруари 2012 вкарва гол на бившия си тим Хамбургер. Последният му мач за Байерн е финалът на шампионската лига срещу Челси, в който при дузпите Олич пропуска.
От сезон 2012/13 играе за Волфсбург. В началото е използван предимно като крило, тъй като отборът играе в схема 4-5-1 с холандския голаджия Бас Дост като централен нападател. Хърватинът вкарва първия си гол за „вълците“ срещу Гройтер Фюрт на 22 септември 2012. Нападателят не вкарва много често, но в началото на 2013 отбелязва за купата на страната срещу Кикерс Офенбах, а на 9 март 2013 вкарва 2 гола на Фрайбург, единият от които със задна ножица. Към края на сезона Олич подобрява показателите си и вкарва общо 9 попадения. През сезон 2013/14 продължава да е титуляр. На 21 септември 2013 вкарва 2 гола на Хофенхайм, а „Вълците“ побеждават с 2 – 1. Олич изживява втора младост и отбелязва 14 попадения през сезона. На 24 април 2014 г. преподписва за още 2 години. В първия полусезон на 2014/15 отбелязва 5 гола в 14 срещи.
На 30 януари 2015 подписва договор за година и половина с Хамбургер. Приключва кариерата си в Мюнхен 1860.

## Национален тим
С Хърватия участва на две Световни (2002, 2 мача, 1 гол и 2006, 2 мача) и едно Европейско (2004, 3 мача) първенство. През септември 2006 заедно със съотборниците си Бошко Балабан и Дарио Сърна е изваден от отбора за европейската квалификация с Русия и глобен с около 5000 евро, защото напускат лагера на отбора в Словения, за да посетят нощен клуб в Загреб. Избран е за играч на мача срещу Англия на Уембли (2:3), в който вкарва един от головете. Има 13 гола в 68 мача за Хърватия. Участва на Мондиал 2002, Евро 2004, Мондиал 2006 и Евро 2008. На 11 ноември 2011 вкарва гол във втората минута на Турция в плейоф за Евро 2012. На 22 март 2013, след повече от година голова суша, Олич вкарва за „шахматистите“ срещу Сърбия.
През 2016 г. обявява, че приключва кариерата си в националния отбор.

## Треньорска кариера
Между 2017 и 2021 г. е помощник-треньор на националния отбор на Хърватия.

## Статистика
| Клуб              | Сезон             | Шампионат | Шампионат | Купа   | Купа   | Евротурнири | Евротурнири | За всички турнири | За всички турнири |
| Клуб              | Сезон             | Мачове    | Голове    | Мачове | Голове | Мачове      | Голове      | Маове             | Голове            |
| ----------------- | ----------------- | --------- | --------- | ------ | ------ | ----------- | ----------- | ----------------- | ----------------- |
| Марсония          | 1996/97           | ?         | ?         | ?      | ?      | 0           | 0           | ?                 | ?                 |
| Марсония          | 1997 – 98         | ?         | ?         | ?      | ?      | 0           | 0           | ?                 | ?                 |
| Марсония          | Общо              | 42        | 17        | ?      | ?      | 0           | 0           | ?                 | ?                 |
| Херта Берлин      | 1998 – 99         | 2         | 0         | 1      | 0      | 0           | 0           | 3                 | 0                 |
| Херта Берлин      | 1999 – 00         | 0         | 0         | ?      | ?      | 0           | 0           | ?                 | ?                 |
| Херта Берлин      | Общо              | 2         | 0         | ?      | ?      | 0           | 0           | ?                 | ?                 |
| Марсония          | 1999 – 00         | 13        | 4         | ?      | ?      | 0           | 0           | ?                 | ?                 |
| Марсония          | 2000 – 01         | 29        | 17        | ?      | ?      | 0           | 0           | ?                 | ?                 |
| Марсония          | Общо              | 42        | 21        | ?      | ?      | 0           | 0           | ?                 | ?                 |
| НК Загреб         | 2001 – 02         | 29        | 21        | ?      | ?      | 0           | 0           | ?                 | ?                 |
| НК Загреб         | Общо              | 29        | 21        | ?      | ?      | 0           | 0           | ?                 | ?                 |
| Динамо Загреб     | 2002 – 03         | 27        | 16        | ?      | ?      | 4           | 3           | ?                 | ?                 |
| Динамо Загреб     | Общо              | 27        | 16        | ?      | ?      | 4           | 3           | ?                 | ?                 |
| ЦСКА Москва       | 2003              | 10        | 7         | 2      | 1      | 0           | 0           | 12                | 8                 |
| ЦСКА Москва       | 2004              | 24        | 9         | 3      | 1      | 10          | 0           | 37                | 10                |
| ЦСКА Москва       | 2005              | 20        | 10        | 5      | 1      | 0           | 0           | 25                | 11                |
| ЦСКА Москва       | 2006              | 24        | 9         | 5      | 2      | 6           | 1           | 35                | 12                |
| ЦСКА Москва       | Общо              | 78        | 35        | 15     | 5      | 16          | 1           | 166               | 44                |
| Хамбургер ШФ      | 2006 – 07         | 15        | 5         | 0      | 0      | 0           | 0           | 15                | 5                 |
| Хамбургер ШФ      | 2007 – 08         | 32        | 14        | 4      | 2      | 10          | 2           | 46                | 18                |
| Хамбургер ШФ      | 2008 – 09         | 31        | 10        | 5      | 6      | 14          | 9           | 50                | 25                |
| Хамбургер ШФ      | Общо              | 78        | 29        | 9      | 8      | 24          | 11          | 111               | 48                |
| Байерн Мюнхен     | 2009 – 10         | 29        | 11        | 2      | 1      | 10          | 7           | 40                | 19                |
| Байерн Мюнхен     | 2010 – 11         | 6         | 0         | 1      | 0      | 2           | 0           | 9                 | 0                 |
| Байерн Мюнхен     | 2011 – 12         | 20        | 2         | 4      | 0      | 5           | 2           | 29                | 4                 |
| Байерн Мюнхен     | Общо              | 55        | 13        | 7      | 1      | 17          | 9           | 78                | 23                |
| Волфсбург         | 2012 – 13         | 39        | 9         | 4      | 4      | 0           | 0           | 36                | 13                |
| Волфсбург         | 2013 – 14         | 31        | 14        | 5      | 1      | 0           | 0           | 36                | 15                |
| Волфсбург         | 2014 – 15         | 14        | 5         | 1      | 0      | 5           | 1           | 20                | 5                 |
| Общо              | 84                | 28        | 10        | 5      | 5      | 1           | 99          | 34                |                   |
| За цялата кариера | За цялата кариера | 410       | 173       | 40     | 18     | 61          | 24          | 512               | 215               |

## Успехи
Байерн
- Шампион на Германия – 2010
- Носител на купата на Германия – 2010
- Носител на Суперкупата на Германия – 2010
- Финалист в Шампионската лига – 2010

Хамбургер
- 1х Носител на Купа Интертото: 2007

ЦСКА Москва
- 1х Носител на Купата на УЕФА: 2005
- 3х Шампион на Русия: 2003, 2005, 2006
- 1х Вицешампион на Русия: 2004
- 2х Носител на Купата на Русия: 2004/2005, 2005/2006
- 2х Носител на Суперкупата на Русия: 2004, 2006
- В списък „33 най-добри“ – номер 2 през 2003, 2004

НК Загреб
- 1х шампион на Хърватия: 2002
- 1х Голмайстор на шампионата: 2002 с 21 гола

Динамо Загреб
- 1х шампион на Хърватия: 2003
- 1х Голмайстор на шампионата: 2003 с 16 гола

## Любопитно
- Олич печели три от шампионските си титли в рамките на само 17 месеца: Първата е с НК Загреб през май 2002, следващата с Динамо Загреб през май 2003 и третата с ЦСКА Москва пет месеца по-късно (Шампионатът на Русия се играе в рамките на една календарна година).
- Вкарва единствения гол в квалификацията за Евро 2004 Хърватия – България, с който класира хърватите на второ място в групата и ги праща на бараж.
- Олич остава завинаги верен на своя роден клуб „НК Прошавац“. Той финансира с лични средства изграждането на нова клубна база.